# RaHoWa
RaHoWa je kanadski RAC/gothic metal/neoklasični metal sastav, osnovan 1990. godine. RaHoWa je bjelačko-suprematistički sastav. Ime je dobio po kratici Racial Holy War (rasni sveti rat, krilatice koju je promicao Ben Klassen). Mnoge od njihovih pjesama su eksplicitno rasističke i nasilne lirike.

## Diskografija
Studijski albumi
- 1993. - Declaration of War
- 1995. - Cult of the Holy War

Video
- 2004. - The Last Show: London, Ontario, Canada (DVD)

EP
- 2008. - The Rain Will Come Again

## Vanjske poveznice
- Encyclopaedia Metallum
- Last.fm